# Загитов, Раус Хабирович
Заги́тов Рау́с (Рауи́с) Хаби́рович (баш. Заһитов Рәүис Хәбир улы; род. 19 ноября 1948, Старомухаметово, Башкирская АССР) — актёр Башкирского академического театра драмы им. М. Гафури. Народный артист Башкирской АССР (1989). Заслуженный артист Российской Федерации (1998).

## Биография
Загитов Раус Хабирович родился  19 ноября 1948 года в деревне Старомухаметово Кигинского района Башкирской АССР.
В 1974 году окончил Уфимский институт искусств (педагог Аюпов Р.М.).
Работает в Башкирском Академическом Театре драмы имени М. Гафури с 1974 года. Имеет амплуа простачков и комедийных героев.

## Роли в спектаклях
Мулла в спектакле «Карлугас», Сабит Хурматович в драме «Пилюли от смерти», Сагынбай в комедии «Эх, невеста, невестушка!», Мутагар Сарбаевич в спектакле «То в молодости, то в старости», Закирьян в комедии «Любви все возрасты покорны», Часовой в трагедии «Салават», Каримбай в комедии «Башмачки», Отец Имангула в трагедии «Сэсэны», Катил батша в спектакле «Урал-батыр», Саляхетдин в спектакле «Мулла».

## Награды и звания
- Заслуженный артист Российской Федерации (31 августа 1998) — за заслуги в области искусства[2]
- Народный артист Башкирской АССР (1989)
- Заслуженный артист Башкирской АССР (1984)